# 歌姬 (日本)
歌姬（日语：／ utahime）是日本對享有極高名譽的個人女歌手之敬稱，相當於「歌后」之意。1994年起，中森明菜發行一系列以《歌姬》命名的翻唱專輯，並邀請井上陽水題封面「歌姬」兩字。近年來本詞彙有濫用的情況，很多時候只代表「女歌手」，而不特別帶有褒義。
「歌姬」代表在巔峰時期擁有極高知名度與號召力，足以在日本樂壇史上留名的女歌手。因後輩歌手不斷重新詮釋歌姬的經典曲目，使得名號持續流傳於世，不被世人所遺忘。
被褒稱為「歌姬」的女歌手眾多，例如美空雲雀、松任谷由實、中島美雪、山口百惠、松田聖子、中森明菜、小泉今日子、工藤靜香、坂井泉水、大黑摩季、安室奈美惠、華原朋美、aiko、MISIA、宇多田光（日裔美籍）、椎名林檎、倉木麻衣、中島美嘉、倖田來未、濱崎步等等。